# Duas Caras
Duas Caras este o telenovelă braziliană din 2007 - 2008, care îi are în distribuție pe Marjorie Estiano în rolul Maria Paula, pe Dalton Vigh în rolul lui Marconi Ferraço.

## Sinopsis
Povestea cronici răzbunare Maria Paula împotriva Marconi Ferraço.
Povestea lui Marconi Ferraço, un bărbat care a furat bani de la o bogată moștenitoare Maria Paula, Juvenal Antena (Antônio Fagundes), un lider popular în mahalaua din Portelinha, și Branca (Susana Vieira), patroana unei universități private. Alte personaje includ cuplul intrarasial Evilásio (Lázaro Ramos) și Julia (Débora Falabella), omul de afaceri corupt Barreto (Stenio Garcia) și bucătarul-sef homosexual Bernardinho (Thiago Mendonca) care ia parte la un triunghi amoros cu Dalia (Leona Cavalli) și Heraldo (Alexandre Slaviero).
Maria Paula este o eroina răzbunător. Marconi Ferraço este un escroc în calea mântuirii.

## Distribuția și personajele
| Actor                     | Caracter                                       |
| ------------------------- | ---------------------------------------------- |
| Dalton Vigh               | Marcolino Ferraço                              |
| Marjorie Estiano          | Maria Paula Fonseca do Nascimento              |
| Alinne Moraes             | Sílvia (Maria Sílvia Barreto Pessoa de Moraes) |
| Letícia Spiller           | Maria Eva Monteiro Duarte                      |
| Flávia Alessandra         | Alzira de Andrade Correia                      |
| Totia Meirelles           | Jandira Alves                                  |
| Antônio Fagundes          | Juvenal Antena (Juvenal Ferreira dos Santos)   |
| Susana Vieira             | Branca Maria Barreto Pessoa de Moraes          |
| Débora Falabella          | Júlia de Queiroz Barreto Caó dos Santos        |
| Lázaro Ramos              | Evilásio Caó dos Santos                        |
| Renata Sorrah             | Célia Mara de Andrade Couto Melgaço            |
| José Wilker               | Francisco Macieira                             |
| Marília Pêra              | Gioconda de Queiroz Barreto                    |
| Stênio Garcia             | Barretão (Paulo de Queiroz Barreto)            |
| Marília Gabriela          | Guigui (Margarida McKenzie Salles Prado)       |
| Betty Faria               | Bárbara Carreira                               |
| Susana Ribeiro            | Edivânia                                       |
| Thiago Mendonça           | Bernardinho (Bernardo da Conceição Júnior)     |
| Vanessa Giácomo           | Luciana Alves Negroponte                       |
| Caco Ciocler              | Cláudius Maciel                                |
| Marcos Winter             | Narciso Tellerman                              |
| Oscar Magrini             | Gabriel Duarte                                 |
| Paulo Goulart             | Heriberto Gonçalves                            |
| Eriberto Leão             | Ítalo Negroponte                               |
| Eri Johnson               | Zé da Feira (José Carlos Caó dos Santos)       |
| Bárbara Borges            | Clarissa de Andrade Couto Melgaço              |
| Juliana Knust             | Débora Vieira Melgaço                          |
| Leona Cavalli             | Dália Mendes                                   |
| Wolf Maya                 | Geraldo Peixeiro                               |
| Ivan de Almeida           | Misael Carpinteiro (Misael Caó dos Santos)     |
| Otávio Augusto de Azevedo | Antônio José Melgaço                           |
| Rodrigo Hilbert           | Ronildo (Guilherme McKenzie Salles Prado)      |
| Ricardo Blat              | Inácio Lisboa                                  |
| Dudu Azevedo              | Barretinho (Paulo de Queiroz Barreto Filho)    |
| Ângelo Antônio            | Dorgival Correia                               |
| Mara Manzan               | Amara                                          |
| Nuno Leal Maia            | Bernardo da Conceição                          |
| Alexandre Slavieiro       | Heraldo Carreira                               |
| Chica Xavier              | Mère Bina (Setembrina Caó dos Santos)          |
| Flávio Bauraqui           | Ezequiel Caó dos Santos                        |
| Juliana Alves             | Gislaine Caó dos Santos                        |
| Armando Babaioff          | Benoliel da Conceição                          |
| Sheron Menezes            | Solange Couto Ferreira dos Santos Maciel       |
| Cris Vianna               | Sabrina Soares da Costa de Queiroz Barreto     |
| Jackson Costa             | Waterloo de Sousa                              |
| Marcela Barrozo           | Ramona Monteiro Duarte                         |
| Júlia Almeida             | Fernanda Carreira da Conceição                 |
| Guida Viana               | Lenir (Elenir)                                 |
| Júlio Rocha               | JB (João Batista da Conceição)                 |
| Cristina Galvão           | Lucimar                                        |
| Josie Antello             | Amélia Caó dos Santos                          |
| Viviane Victorette        | Nadir                                          |
| Teca Pereira              | Nanã                                           |
| Roberto Lopes             | Gilmar                                         |
| Wilson de Santos          | Jojô (Josélio)                                 |
| Sérgio Vieira             | Petrus Monteiro Duarte                         |
| Diogo Almeida             | Rudolf Stenzel                                 |
| Débora Olivieri           | Adelaide                                       |
| Adriana Alves             | La comtesse de Finzi-Contini (Morena)          |
| Adriano Garib             | Silvano                                        |
| Alexandre Liuzzi          | Dagmar                                         |
| Paulo Serra               | Ignácio Guevara                                |
| Dani Ornellas             | Joseane                                        |
| Prazeres Barbosa          | Shirley                                        |
| Adriano Dória             | Marcha Lenta                                   |
| Marilice Consenza         | Socorro                                        |
| Antônio Firmino           | Apolo                                          |
| Guilherme Duarte          | Zidane                                         |
| Luciana Pacheco           | Denise                                         |
| Eduardo Lara              | Frango Veloz                                   |
| Laura Proença             | Vesga (Salete Costa)                           |
| Leandro Ribeiro           | Osvaldo                                        |
| Raquel Fuina              | Victória (Dóris)                               |
| Herson Capri              | João Pedro Pessoa de Moraes (Joca)             |
| Fulvio Stefanini          | Waldemar do Nascimento                         |
| Sérgio Viotti             | Manuel de Andrade Couto                        |
| Javier Gomez              | Dr. Hidalgo                                    |
| Lugui Palhares            | Carlão                                         |
| Débora Nascimento         | Andréia Bijou                                  |
| Carolina Holanda          | Bárbara (jeune)                                |
| Gilberto Miranda          | Divaldo                                        |
| Isabela Lobato            | Heloísa                                        |
| Bia Mussi                 | Janete                                         |
| Tathiane Manzan           | Ruth                                           |
| Edmo Luis                 | Gavião Sereno                                  |
| Zé Luiz Perez             | Zé da Preguiça                                 |
| Raphael Martinez          | Elvis                                          |
| Gottsha                   | Eunice/Diva                                    |
| Sylvia Massari            | Graça Lagoa                                    |
| Fafy Siqueira             | Madame Amora                                   |
| Thaís de Campos           | Claudine Bel-Lac                               |
| Natasha Stransky          | Bijouzinha                                     |
| Bernardo Mesquita         | Adalberto (jeune)                              |
| Rafaela Victor            | Míriam Lisboa                                  |
| Raphael Rodrigues         | Brucely                                        |
| Matheus Costa             | Leone Alves Negroponte                         |
| Luana Dandara             | Manu (Manuela de Andrade Correia)              |
| André Luiz Frambach       | Juvenaldo Ferreira                             |
| Tarcísio Meira            | Hermógenes Rangel                              |
| Michel Joelsas            | Fernandinho                                    |
| Bia Seidl                 | Gabriela Fonseca do Nascimento                 |
| Carlos Vereza             | Helmut Erdann                                  |
| Selma Egrei               | Beth Gomes                                     |
| Guilherme Gorski          | Duda (Eduardo Monteiro)                        |
| Paola Crosara             | Rebeca Lisboa                                  |
| Gabriel Sequeira          | Renato Fonseca do Nascimento Ferreira          |
| Lucas Barros              | Dorginho (Dorgival Correia Júnior)             |
| Ana Karolina Lannes       | Sofia Alves Negroponte                         |